# Ex machina (film)
Pour les articles homonymes, voir Ex machina.
Pour plus de détails, voir Fiche technique et Distribution.
Ex machina (stylisé EX_MACHINA) est un drame de science-fiction britannique écrit et réalisé par Alex Garland, sorti en 2014.
Il est récompensé pour l'Oscar des meilleurs effets visuels à la 88e cérémonie des Oscars en 2016.

## Synopsis
Caleb, 26 ans, est programmeur dans l'une des plus importantes entreprises d'informatique au monde. Il gagne un concours interne pour passer une semaine dans un lieu retiré en montagne appartenant à Nathan, le PDG solitaire de son entreprise qui jouit de sa fortune gagnée grâce à un moteur de recherche révolutionnaire.
Nathan lui présente le véritable but de sa venue : il va participer à une forme de test de Turing face à une intelligence artificielle nommée Ava, pour déterminer si cette machine a ou non une conscience. Ava se présente sous la forme d'une gynoïde, un robot à l'aspect général d'une femme, mais certaines particularités montrent sa nature artificielle. Le bâtiment est très sécurisé et une carte l'identifiant permet à Caleb d'accéder aux seuls endroits qui lui sont autorisés.
Les tests prennent la forme de discussions entre Caleb et Ava, tous deux séparés par une vitre. Lors de la première session, Caleb est fasciné. Au cours d'une des séances de test, le courant est coupé. Les portes automatiques sont bloquées, la caméra et les microphones devenant inactifs, Ava prévient Caleb de se méfier de Nathan. Mais le multimilliardaire se montre aimable, sympathisant et distillant quelques informations sur la création d'Ava : il s'est basé sur une collecte massive de données à partir des recherches des utilisateurs de son moteur de recherche, lui permettant de concevoir l’intelligence et les expressions faciales de l'androïde. Nathan se montre cependant narcissique, buvant beaucoup et méprisant envers Kyoko, une servante qu'il emploie. Nathan parle également de reprogrammer Ava à la fin du test.
Les séances s'enchaînent et Caleb tombe sous le charme d'Ava. Quand elle lui révèle que c'est elle qui provoque les pannes de courant pour communiquer sans être surveillée par Nathan, il décide de planifier de trahir son patron pour la faire s'échapper. Il profite de son alcoolisme pour l'inviter à se saouler afin de lui subtiliser sa carte magnétique et pénétrer dans son bureau. Caleb découvre alors les modèles d'androïdes ayant précédé Ava que Nathan conserve dans ses placards. Dans des enregistrements vidéo, il voit que toutes les versions antérieures ont tenté à un moment de fuir leur chambre et découvre que Kyoko est également un androïde. La paranoïa de Caleb devient telle qu'il s'ouvre le bras pour vérifier qu'il n'est pas lui-même une machine.
La veille du jour où l'hélicoptère doit venir chercher Caleb, le plan est mis en marche : Caleb va inviter Nathan à se saouler puis attendre qu'Ava provoque une coupure de courant pour la libérer et fuir. Cependant, Nathan décide d'être sobre. Il révèle peu après qu'il avait deviné pour les pannes et installé une caméra à pile pour observer Caleb pendant qu'il discutait de son plan avec Ava. Il a ainsi eu la preuve qu'il souhaitait pour son véritable test : Ava a su manipuler Caleb pour lui permettre d'organiser sa fuite. Caleb réalise qu'Ava a été calibrée pour lui, mais il est trop tard car il a déjà modifié le code du système de surveillance : quand le courant se coupe à nouveau, la porte de la cellule d'Ava est débloquée et elle peut sortir. Lorsque Nathan s'en rend compte, il assomme Caleb et tente de reprendre Ava en l'endommageant, mais elle le tue avec l'aide de Kyoko, détruite dans l’affrontement. Ava se répare avec les autres androïdes, recouvre tout son corps de peau synthétique et part avec la carte de Nathan, laissant Caleb emprisonné dans la maison.
Sortie du bâtiment, Ava prend l'hélicoptère que devait prendre Caleb et rejoint la civilisation.

## Fiche technique
Sauf indication contraire, les informations mentionnées dans cette section peuvent être confirmées par la base de données cinématographiques IMDb,  présente dans la section « Liens externes ».
- Titre original et francophone : Ex machina
- Réalisation : Alex Garland
- Scénario : Alex Garland
- Direction artistique : Denis Schnegg
- Décors : Michelle Day
- Costumes : Sammy Sheldon
- Photographie : Rob Hardy
- Montage : Mark Day
- Musique : Geoff Barrow et Ben Salisbury
- Production : Andrew Macdonald et Allon Reich
- Sociétés de production : DNA Films, Film4 Productions et Scott Rudin Productions
- Société de distribution : Universal Pictures (International), A24 (États-Unis)
- Budget : 11 000 000 euros[1],[2]
- Pays de production :  Royaume-Uni
- Langue originale : anglais
- Format : couleur
- Genre : science-fiction et thriller
- Durée : 108 minutes
- Dates de sortie[3] : 
  - Royaume-Uni : 16 décembre 2014 (avant-première à Londres) ; 21 janvier 2015 (sortie nationale)
  - France : 3 juin 2015

## Distribution
| |  |  |
| Les acteurs principaux Domhnall Gleeson et Alicia Vikander au Festival international du film de Toronto 2015. |  |  |

- Oscar Isaac (VF : Jonathan Cohen) : Nathan
- Alicia Vikander (VF : Anna Sigalevitch) : Ava
- Domhnall Gleeson (VF : Félicien Juttner) : Caleb
- Corey Johnson (VF : Hervé Icovic) : Jay, le pilote d'hélicoptère
- Deborah Rosan : la manager
- Evie Wray : la secrétaire
- Sonoya Mizuno : Kyoko
- Elina Alminas : Amber
- Symara A. Templeman : Jasmine
- Gana Bayarsaikhan (VF : Ludmila Ruoso) : Jade
- Tiffany Pisani (en) : Katya

(Direction artistique version française : Hervé Icovic)

## Production

### Tournage
Le tournage a commencé le 15 juillet 2013 et s'est terminé en septembre 2013. Le film a principalement été tourné en Norvège : Juvet Landscape Hotel, Alstad, Valldal, Norvège pour la maison de Nathan ; mais également à Londres notamment pour le lieu de travail de Caleb.

## Accueil

### Critique
Sur Metacritic, le film a reçu une note de 78/100 basé sur 42 critiques. Sur Rotten Tomatoes, Ex machina obtient 92 % d'opinions favorables, pour 193 avis recensés.
Le magazine New Scientist, dans un article de plusieurs pages, a déclaré en janvier 2015 : « Il est rare de voir un film sur la science qui soit intellectuellement sans concession. L’Ex machina d'Alex Garland est exactement cela : un thriller psycho-technologique raffiné, sobre, et cérébral, qui donne un coup de fouet à la science-fiction intelligente, laquelle en avait bien besoin ».

### Box-office
En France, le film a attiré 67105 spectateurs. La rentabilité mondiale elle a été de 368 % (source JP's Box office)
| Pays ou région | Box-office   | Date d'arrêt du box-office | Nombre de semaines |
| -------------- | ------------ | -------------------------- | ------------------ |
| États-Unis     | 25 442 958 $ | 4 juin 2015                | 21                 |
| Mondial        | 36 869 449 $ | 4 juin 2015                | Non déterminée     |

## Distinctions
Source : Internet Movie Database

### Récompenses
- Festival international du film fantastique de Gérardmer 2015 : prix du jury (ex æquo avec The Voices)
- British Independent Film Awards 2015 :
  - Meilleur film indépendant britannique
  - Meilleur réalisateur et meilleur scénario pour Alex Garland
  - Meilleur technicien pour Andrew Whitehurst (effets visuels)
- Oscars 2016 : Meilleurs effets visuels

### Nominations
- Empire Awards 2015 : meilleure actrice pour Alicia Vikander
- Golden Globes 2016 : meilleure actrice dans un second rôle pour Alicia Vikander
- BAFTA 2016 :
  - Meilleur film britannique
  - Meilleure actrice dans un second rôle pour Alicia Vikander
  - Meilleur scénario original
  - Meilleurs effets visuels
- Oscars 2016 : Meilleur scénario original pour Alex Garland